# Israels premierministre
Israels premierminister er leder af den israelske regering og indehaver af det vigtigste politiske embede i Israel, da Israels præsident ikke har reel politisk magt. Premierministeren residerer i Jerusalem. Den nuværende premierminister er Yair Lapid fra Yesh Atid-partiet, som er den 14. indehaver af stillingen (eksklusiv stedfotrædere).
Efter hvert parlamentsvalg nominerer præsidenten en premierminister efter at have spurgt partilederne, hvem de støtter. Fra 1996 til 2001 blev premierministeren valgt ved direkte afstemning i Knesset.
På hebraisk bliver stillingen kaldt Rosh HaMemshala (ראש הממשלה, bogstaveligt leder for regeringen), et udtryk som også gælder for udenlandske regeringsledere. Indtil kort efter årtusindskiftet var det almindeligt at oversætte titlen til ministerpræsident, hvilket stadig bruges af enkelte skribenter.

## Israels15 premierministre
13 har været premierminister. Fem af dem har tjent i to særskilte embedsperioder.
|     | Navn                      | Indsat             | Afgik              | Parti           |
| --- | ------------------------- | ------------------ | ------------------ | --------------- |
| 1.  | David Ben-Gurion          | 14. maj 1948       | 7. december 1953   | Mapai           |
| 2.  | Moshe Sharett             | 7. december 1953   | 2. november 1955   | Mapai           |
|     | David Ben-Gurion          | 2. november 1955   | 21. juni 1963      | Mapai           |
| 3.  | Levi Eshkol               | 21. juni 1963      | 26. februar 1969   | Mapai           |
| 3b. | Yigal Allon (fungerende)  | 26. februar 1969   | 17. marts 1969     | Mapai           |
| 4.  | Golda Meir                | 17. marts 1969     | 3. juni 1974       | Arbejderpartiet |
| 5.  | Yitzhak Rabin             | 3. juni 1974       | 22. april 1977     | Arbejderpartiet |
|     | Shimon Peres (fungerende) | 22. april 1977     | 21. juni 1977      | Arbejderpartiet |
| 6.  | Menachem Begin            | 21. juni 1977      | 10. oktober 1983   | Likud           |
| 7.  | Yitzhak Shamir            | 10. oktober 1983   | 14. september 1984 | Likud           |
| 8.  | Shimon Peres              | 14. september 1984 | 20. oktober 1986   | Arbejderpartiet |
|     | Yitzhak Shamir            | 20. oktober 1986   | 13. juli 1992      | Likud           |
|     | Yitzhak Rabin             | 13. juli 1992      | 4. november 1995   | Arbejderpartiet |
|     | Shimon Peres              | 4. november 1995   | 18. juni 1996      | Arbejderpartiet |
| 9.  | Benjamin Netanyahu        | 18. juni 1996      | 6. juli 1999       | Likud           |
| 10. | Ehud Barak                | 6. juli 1999       | 7. marts 2001      | Arbejderpartiet |
| 11. | Ariel Sharon              | 7. marts 2001      | 4. januar 2006     | Likud / Kadima  |
| 12. | Ehud Olmert               | 4. januar 2006     | 31. marts 2009     | Kadima          |
|     | Benjamin Netanyahu        | 31. marts 2009     | 13. juni 2021      | Likud           |
| 13. | Naftali Bennett           | 13. juni 2021      | 1. juli 2022       | Yamina          |
| 14. | Yair Lapid                | 1. juli 2022       | 29. december 2022  | Yesh Atid       |
|     | Benjamin Netanyahu        | 29. december 2022  | Siddende           | Likud           |

## Fodnoter
1. 1 2  I 1968 fusionerede Mapai med flere andre partier og dannede det israelske Arbejderparti)
2. 1 2   Efter valget i 1984 opnåede Likud og Arbejderpartiet en koalitionsaftale, hvor positionen som premierminister skulle byttes midtvejs i valgperioden. Shimon Peres fra Arbejderpartiet var premierminister de første to år, hvorefter Yitzhak Shamir overtog. Efter valget i 1988 kunne Likud tage magten uden støtte fra Arbejderpartiet, og Yitzhak Shamir blev igen premierminister.
3. ↑  Myrdet mens han var premierminister.
4. ↑  21. november 2005 forlod Sharon Likud, sammen med flere regeringsmedlemmer og medlemmer af Knesset, på grund af uenighed om tilbagetrækningen fra Gazastriben og forhandlinger om den endelige status til Vestbredden. Sharon dannede et nyt parti, Kadima, som stillede op til valg i marts 2006. Indtil da fortsatte Sharon som premierminister uden parlamentarisk majoritetsstøtte, efter at Arbejderpartiet havde forladt koalitionen.
5. ↑  Som følge af at Sharon fik en alvorlig hjerneblødning og blev lagt i narkose, blev Ehud Olmert indsat som fungerende premierminister. Den 14. april 2006 blev han formelt premierminister.